# 福島節
福島 節 (ふくしませつ、1978年 - ) は、日本の音楽プロデューサー、シンガーソングライター、作曲家である。娘とのユニット福島節と渚としても活動。

## 来歴
- 1978年に生まれる[1]。出身地は 熊本県[2]。
- 武蔵野美術大学卒業。2014年に 明光義塾CM「YDKの歌」の歌を務める、また、作曲も務めた[3]。同年に 「ongakushitsu inc.」を設立[1]。
- 2018年に家族全員が 東京から直島に移住する、そして地元のコーヒー屋でライブを始め。本格的にシンガーソングライターとして活動を始める[4]。
- 2018年に初のアルバム「TABIOTO」をリリース
- 2019年作詞は妻 福島真希が行い。、漫画家のまつざきしおりが作画を務めた、「あるある直島」をリリース[5][6]。、また、本作品は「四国映像フェスタ」等の賞に受賞。
- 同年、映画「すばらしき世界」の音楽プロデューサーを務める[7]。
- 2020年、新型コロナの影響により平日は東京で生活するため家族が住む直島に行くのが困難となった[8]。

## 人物
- 家族全員が直島に移住してからは、節は土日は仕事はせずに家族の時間が作り、現在は家族全員が協力した、曲を作成するなどしている [4]。

## ディスコグラフィティー
アルバム
- 「TABIOTO」-初のアルバム
  - 収録曲

1. 「 たびおと 」03:39
2. 「 水たまり飛ぶ 」03:51
3. 「 君の名前を呼ぶから 」03:50
4. 「 流れていく 」03:48
5. 「 心探す旅 」   03:49
6. 「 同じ時間、違う世界 」03:36
7. 「シャボンの玉 」03:11
8. 「 生きる 」05:01
9. 「 ギターラッタッタ 」04:48

- 「それでも海が」
  - 収録曲

1. 「 いったりきたり。」03:47
2. 「それでも海が」04:04
3. 「夜行列車」04:08

## タイアップ
- ナカムラヤのテーマ - 24ドラマ きのう何食べた?

- YDKのうた - 明光義塾CMソング

等、多数

## 作曲した楽曲
- KUMAMUSH-蜂須みゆ
- マザコンのうた-THE イナズマ戦隊
- 戦う女-チャラン・ポ・ランタン
- チカッとチカ千花っ♡-小原好美